# Marsberg

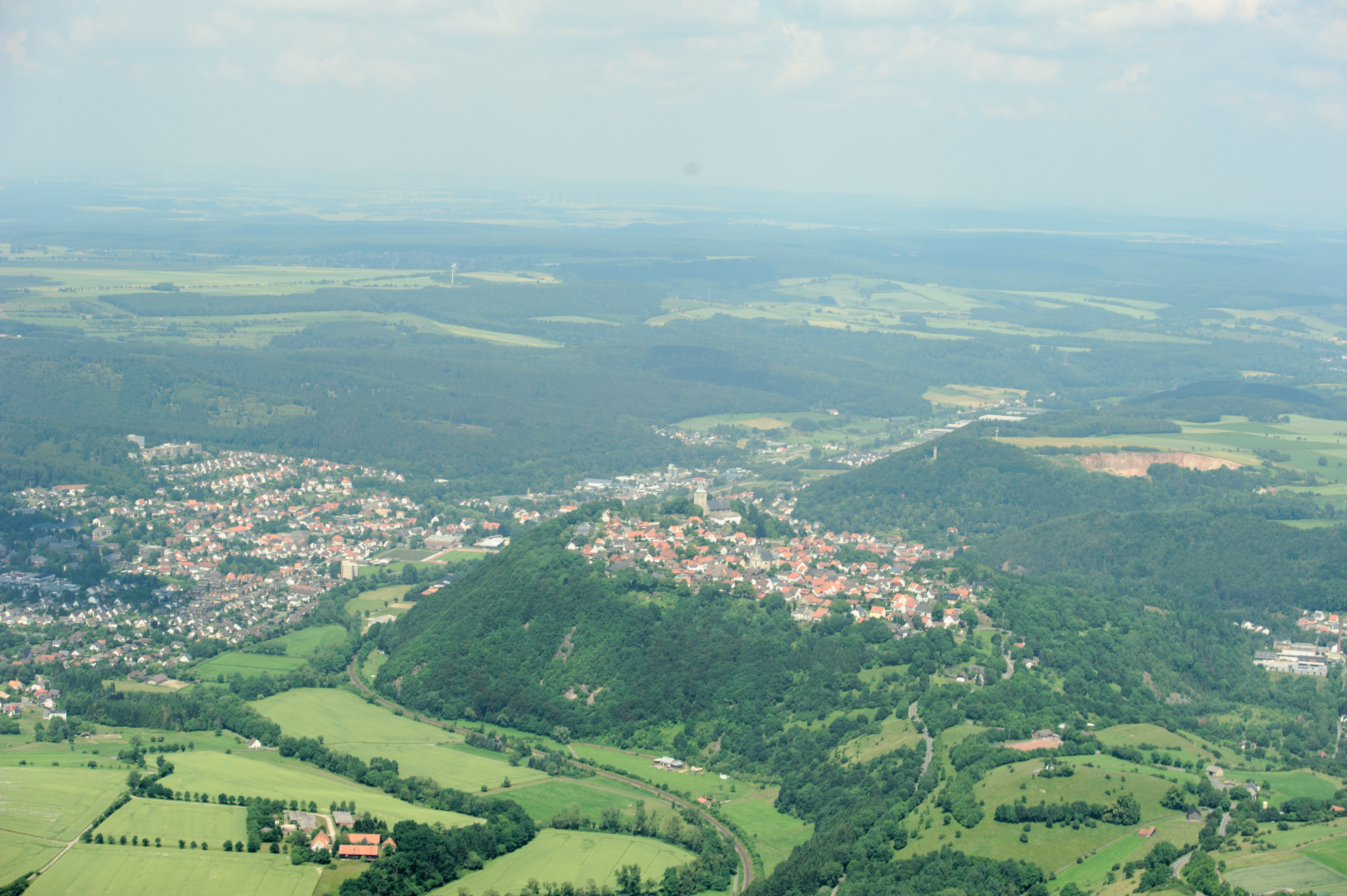
Marsberg/Obermarsberg

Marsberg é uma cidade da Alemanha localizado no distrito de Hochsauerland, região administrativa de Arnsberg, estado de Renânia do Norte-Vestfália.